# Dasyhelea leptocladus
Dasyhelea leptocladus är en tvåvingeart som beskrevs av Remm 1967. Dasyhelea leptocladus ingår i släktet Dasyhelea och familjen svidknott. Inga underarter finns listade i Catalogue of Life.